# Styposis nicaraguensis
Styposis nicaraguensis är en spindelart som beskrevs av Claude Lévi 1960. Styposis nicaraguensis ingår i släktet Styposis och familjen klotspindlar.
Artens utbredningsområde är Nicaragua. Inga underarter finns listade i Catalogue of Life.